# Dominion Observatory
Das Dominion Observatory (französisch Observatoire fédéral) war eine Sternwarte in Ottawa, in der kanadischen Provinz Ontario, die in den Jahren 1902–1970 betrieben wurde. Es war eine Einrichtung der Regierung Kanadas. Die Sternwarte entstand aus dem Bedarf des Department of the Interior für genaue Koordinaten und Uhrzeit, die damals nur durch eine Sternwarte bestimmt werden konnten. Zuvor wurde einige Jahre lang für diesen Zweck eine kleine Sternwarte am Fluss Ottawa genutzt. Im Jahr 1902 wurde beschlossen, dass Kanada eine größere Landessternwarte erhalten sollte, ähnlich dem Royal Greenwich Observatory in England.
Das neue Gebäude wurde in der Nähe von Dow’s Lake auf dem Land zum Department of Agriculture gehörenden Central Experimental Farm errichtet. Das im Stil der Neuromantik durch den Architekten David Ewart entworfenen Gebäude wurde im Jahr 1905 fertiggestellt. Als Hauptinstrument beherbergt es ein 15-Zoll Fernrohr, das größte jemals in Kanada errichtet Linsenteleskop, wenngleich es auch in der damaligen Zeit kein besonders großes Teleskop war. Obgleich die Einrichtung in erster Linie der astronomischen Zeitbestimmung gewidmet waren, fanden auch eine Reihe anderer Aktivitäten statt. So war das Dominion Observatory für viele Dekaden Kanadas führendes Institut in Geophysik, worunter auch der Betrieb des kanadischen Seismometernetzes fiel. Durch bedeutende Arbeiten auf dem Gebiet der Astronomie entstand so ein Brückenkopf, der Wunsch nach einer Sternwarte, die der gesamten Astronomie und Astrophysik gewidmet war. Das im Jahr 1917 fertiggestellte Dominion Astrophysical Observatory in Victoria, B.C. erfüllte diesen Wunsch und ersetzte mit dem damals weltweit zweitgrößten Teleskop das Dominion Observatory als Kanadas führende Sternwarte. Für viele Jahre war das Dominion Observatory Kanadiern als Ursprung des official time signal bekannt.
Die Sternwarte wurde bis zur Reorganisation der kanadischen Wissenschaftsinstitute im Jahr 1970 betrieben, wenngleich die astronomische Zeitbestimmungen bereits früher, mit dem Aufkommen von Quarz- und Atomuhren eingestellt wurden. Die staatliche Zeitzeichen und die astronomischen Aktivitäten wurden dem National Research Council of Canada übertragen, die Geophysik, geologische Erkundung und Kartierung dem Department of Energy Mines and Resources, später dem Natural Resources Canada (NRCan)  eingegliedert. Das Gebäude des Observatoriums wird für Büros des NRCan genutzt, ab dem Jahr 2008 für das Office of Energy Efficiency. Das Teleskop wurde im Jahr 1974 in das Canada Science and Technology Museum verlegt, wo es bis zum Jahr 2016 verblieb.
1992 wurde das Gebäude von der Bundesregierung unter Denkmalschutz gestellt.